# Puente Margarita
El puente Margarita (en húngaro: Margit híd) es un puente situado en Budapest, Hungría, que conecta Buda y Pest cruzando el Danubio. Es el segundo puente más al norte y el segundo puente público más antiguo de Budapest.
Fue diseñado por el ingeniero francés Ernest Goüin y construido por la constructora Maison Ernest Goüin et Cie. entre 1872 y 1876, siendo Émile Nouguier el ingeniero encargado. El puente Margarita fue el segundo puente permanente de Budapest, tras el puente de las Cadenas. Conduce a la isla Margarita, y sus dos tramos forman un ángulo de 165 grados en el ramal hacia la isla. La razón de esta extraña forma es que el pequeño ramal que conecta con la isla Margarita se insertó apresuradamente en el diseño original, aunque no se construyó hasta dos décadas después por la falta de fondos.
Los dos extremos del puente son:
- Jászai Mari tér (extremo norte del Gran Bulevar)
- Parque Germanus Gyula (parada Szentendre del BHÉV; cerca de los Baños Lukács y los Baños Király).

Tiene 637,5 m de longitud y 25 m de anchura.

## Reconstrucción

### Segunda Guerra Mundial
Todos los puentes de Budapest fueron destruidos por zapadores de la Wehrmacht en enero de 1945 durante su retirada al lado de Buda de la capital rodeada. Sin embargo, el puente Margarita ya estaba dañado en este momento, desde el 4 de noviembre de 1944, cuando una explosión accidental destruyó el vano oriental del puente. Murieron seiscientos civiles y cuarenta soldados alemanes. Fue reconstruido inmediatamente después de la guerra. Durante la reconstrucción, gran parte del acero original del puente se levantó del río y se incorporó a la estructura reconstruida.

### 2009-2010

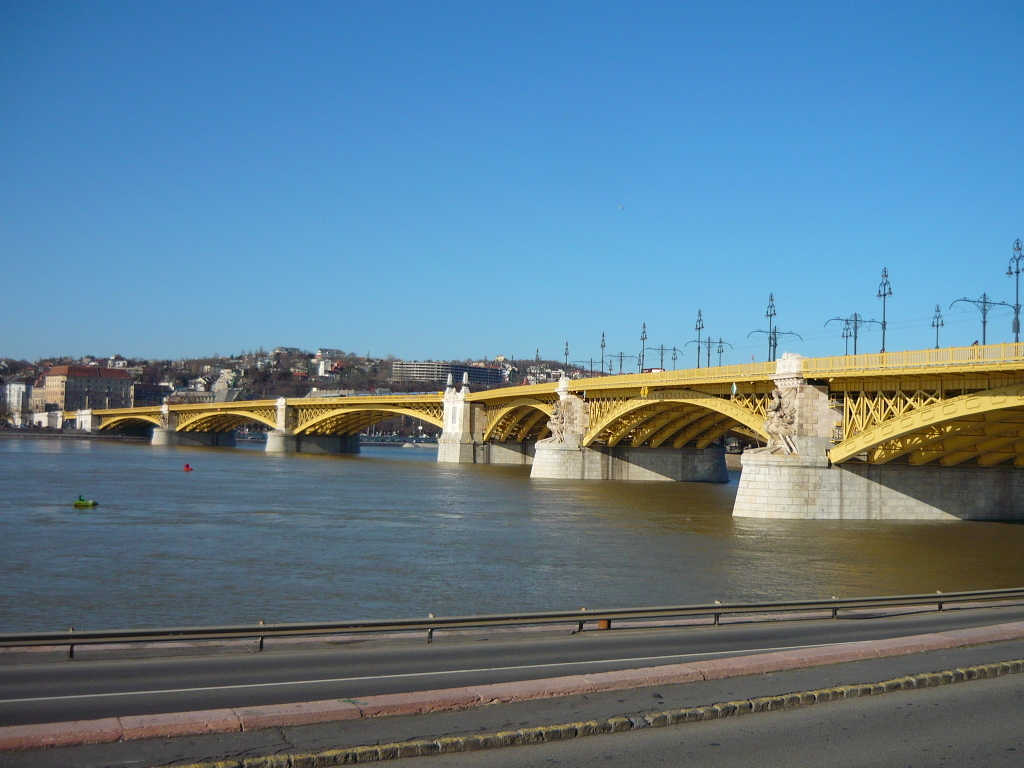
El puente tras la renovación.

El puente Margarita era el puente en peor estado de Budapest cuando comenzó su renovación el 21 de agosto de 2009. Se cerró al tráfico rodado durante más de un año, pero los tranvías mantuvieron un servicio parcial por el puente usando unas vías provisionales. Tras finalizarse las obras, los peatones, tranvías y el tráfico rodado usan de nuevo el puente.

## Galería de imágenes

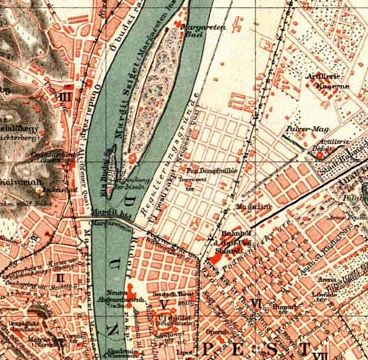
En 1888 el puente no estaba conectado a la isla Margarita
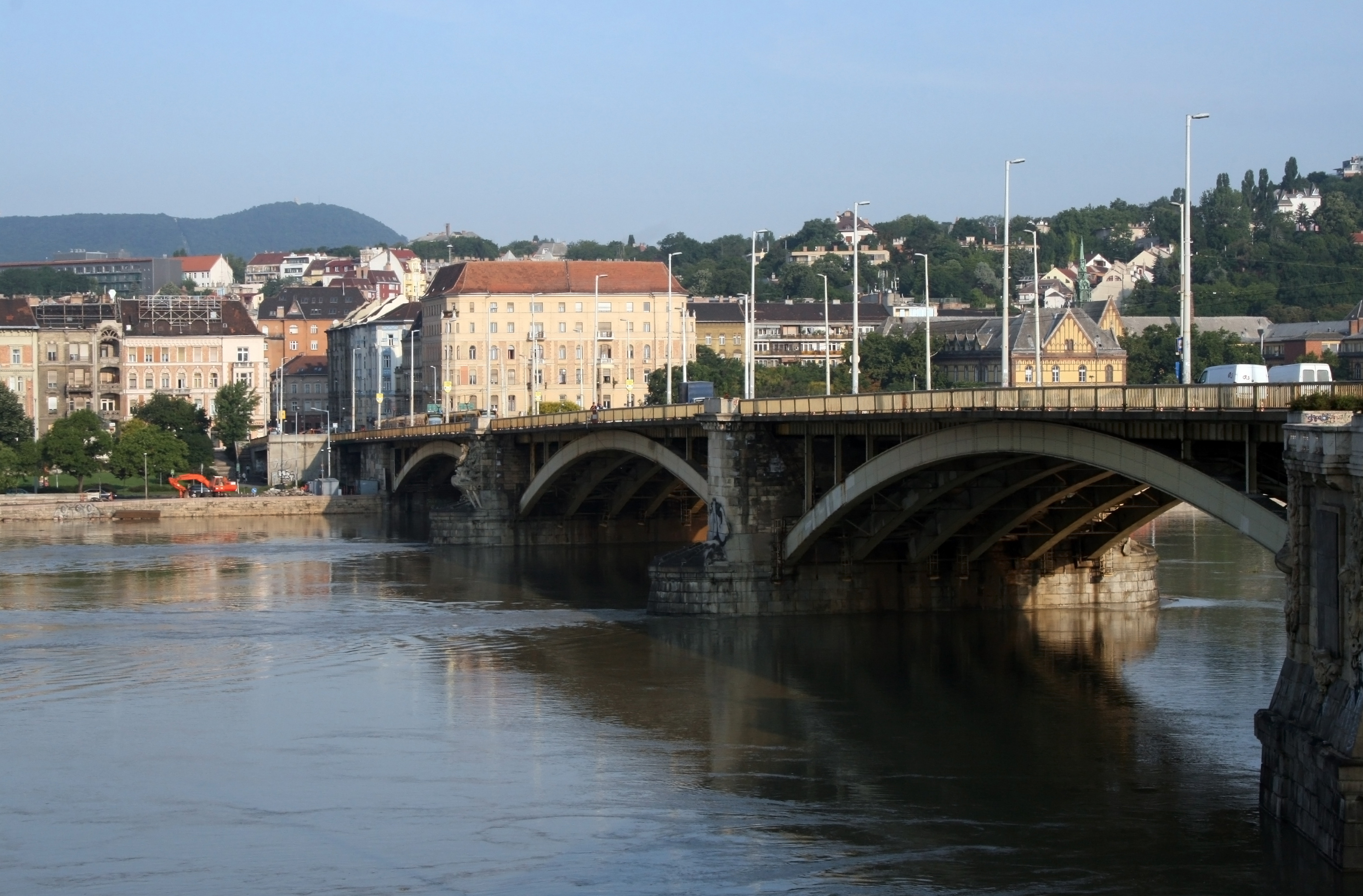
Sección occidental del lado sur del puente en 2009
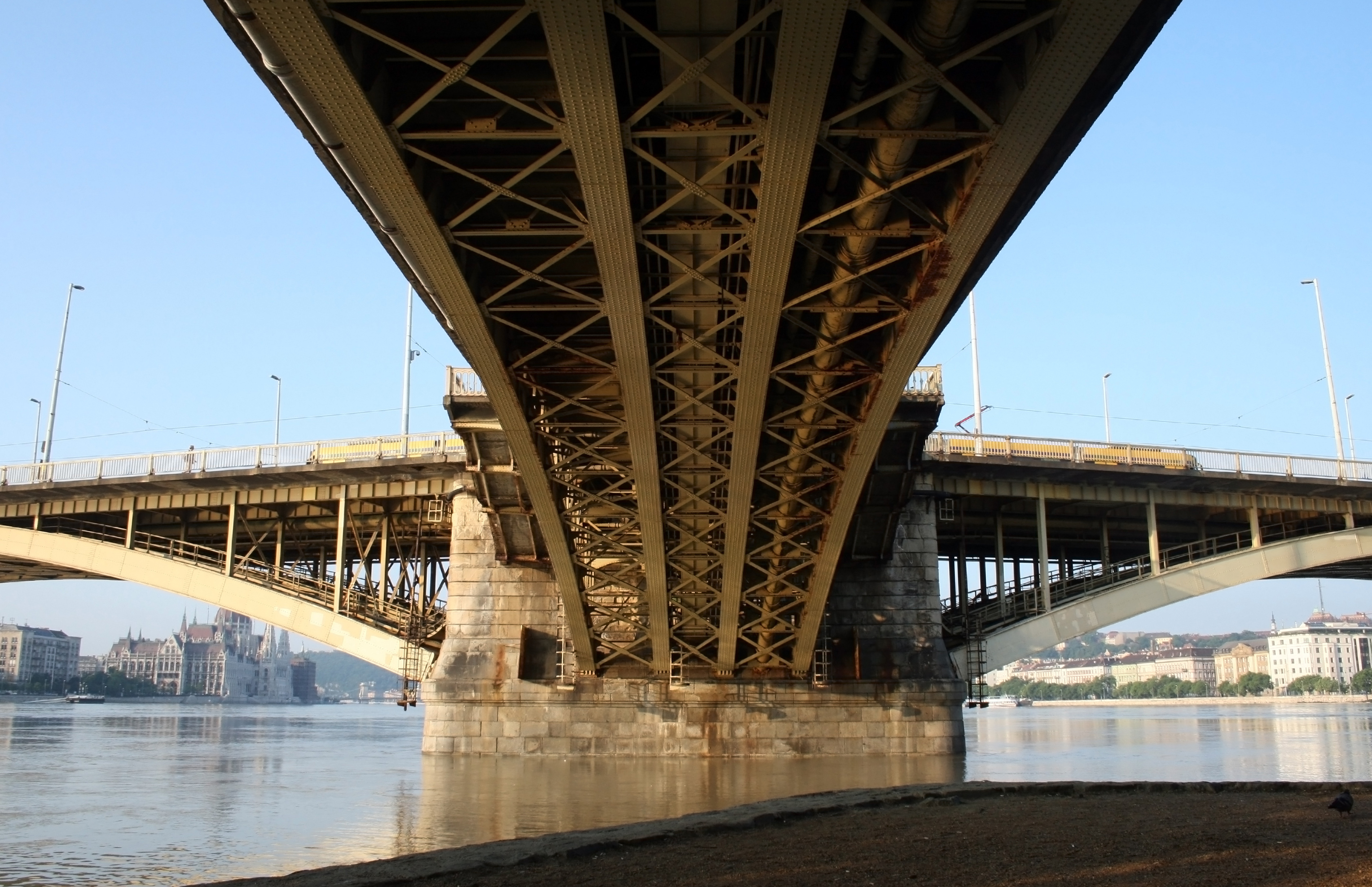
Estructura de la sección que conecta a la isla Margarita en 2009
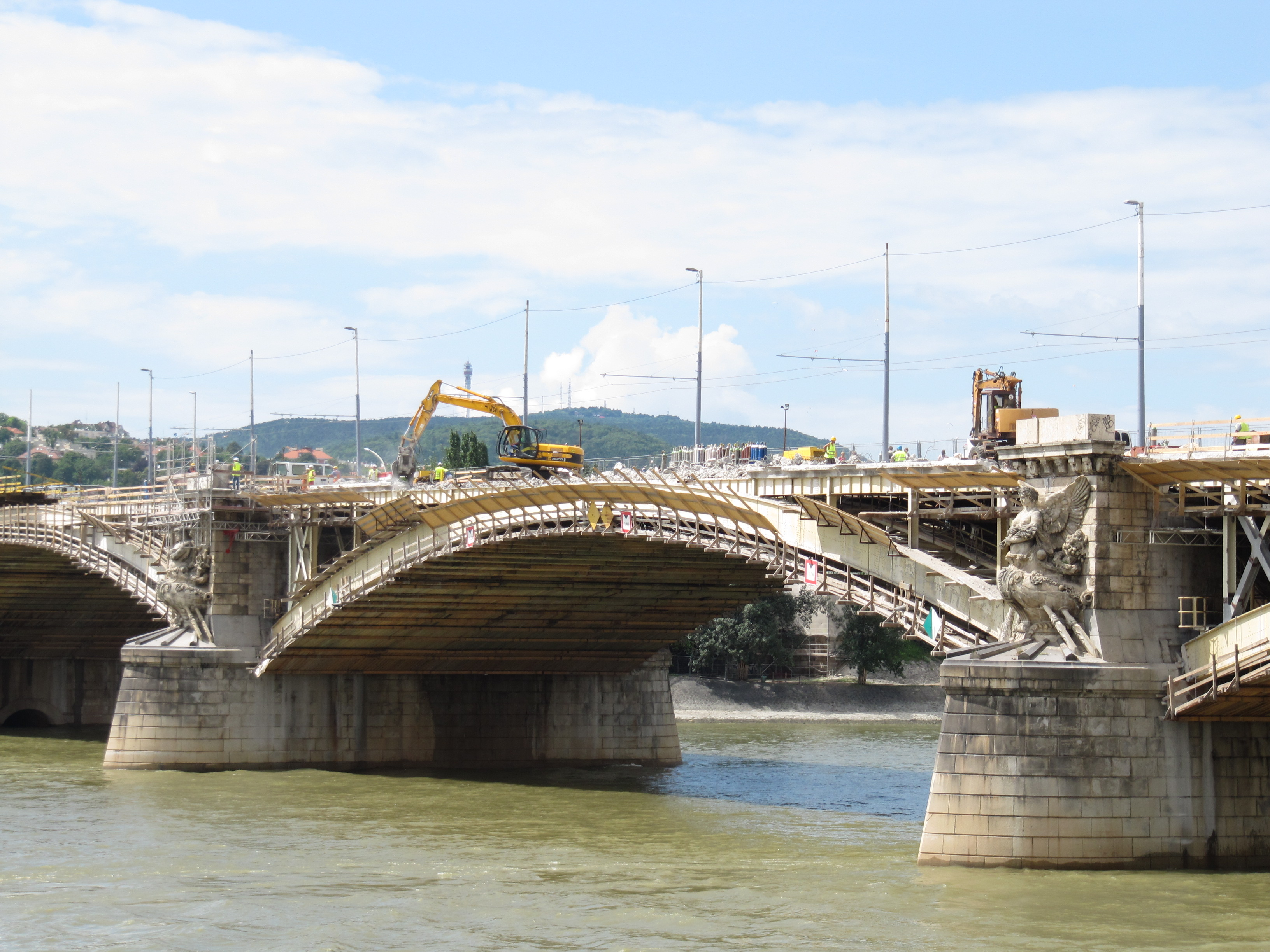
La renovación del puente en 2010
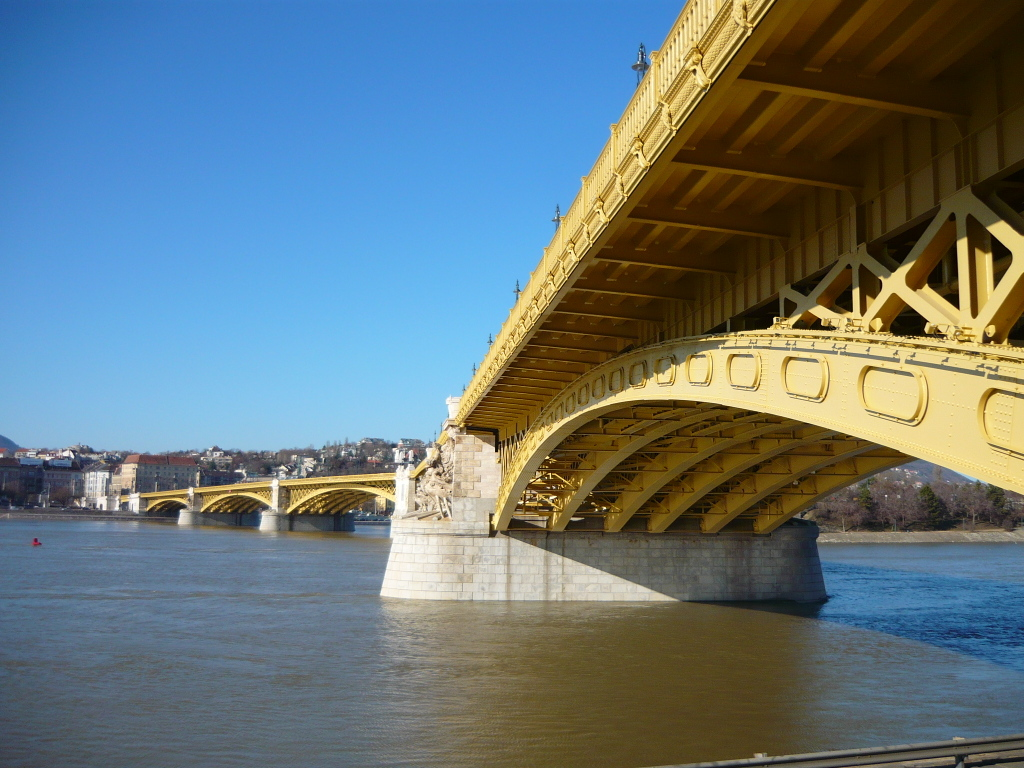
En 2012, tras la renovación
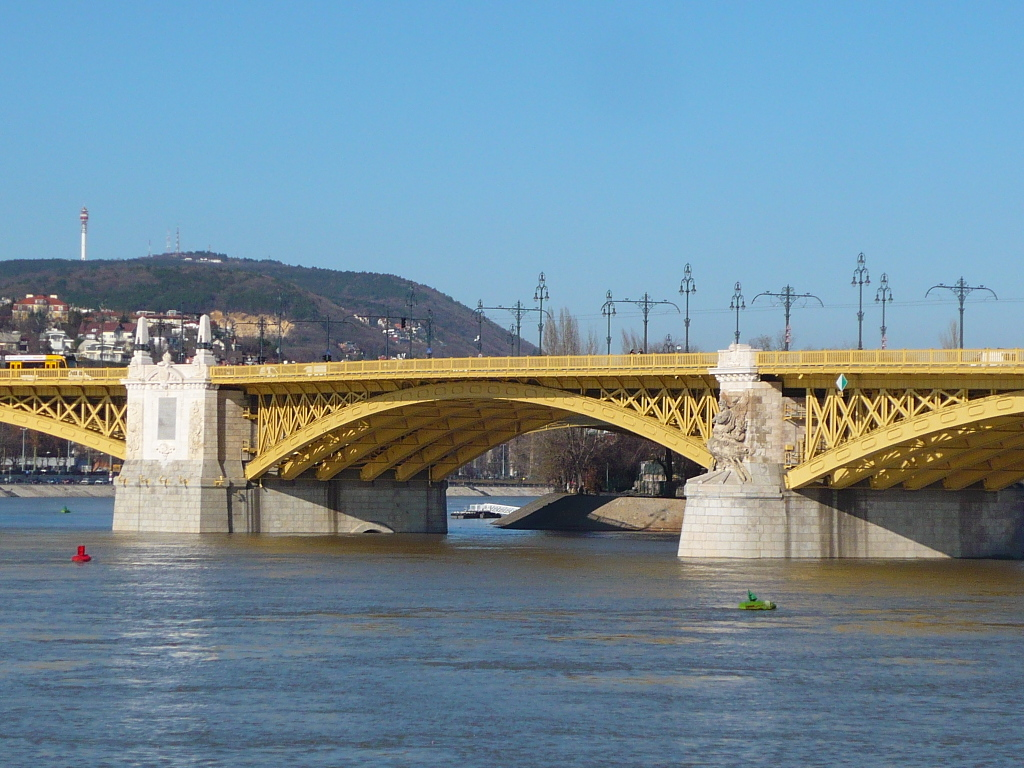
En 2012, tras la renovación